# Болдуин, Джон Юстис Артур
Сэр Джон Юстис Артур Болдуин (англ. John Eustice Arthur Baldwin, 13 апреля 1892 — 28 июля 1975) — британский маршал авиации, исполнявший обязанности главы Бомбардировочного командования в годы Второй мировой войны.
Родился в Галифаксе, учился в школе Рагби и Королевском военном училище, был распределён в 8-й Королевских гусаров короля полк, в начале Первой мировой войны служил в кавалерии.
17 ноября 1914 года Джон Болдуин получил сертификат авиатора № 971 Королевского аэроклуба и стал пилотом Королевского лётного корпуса. В октябре 1916 года стал командиром 55-й эскадрильи, в декабре 1917 года — командиром 41-го авиакрыла.
В 1928 году стал комендантом Центральной лётной школы. В 1931—1932 годах был адъютантом короля Георга V. В 1934 году стал командиром 1-й авиагруппы, в 1935 — директором по персоналу, в 1936 — комендантом авиационного колледжа в Крэнвелле, в 1938 — командиром 21-й авиагруппы. В августе 1939 года вышел в отставку.
Две недели спустя, в связи с началом Второй мировой войны, Болдуин был вновь призван на действительную службу, и возглавил 3-ю авиагруппу Бомбардировочного командования. С 9 по 21 февраля 1942 года, после смещение Ричарда Перса, исполнял обязанности главы Бомбардировочного командования (как раз в это время прошла Операция «Цербер»). В октябре 1942 года стал заместителем по авиации главнокомандующего в Индии. В октябре 1943 года стал командующим 3-й воздушной армией, поддерживавшей действия наземных войск в Юго-Восточной Азии. 15 декабря 1944 года вновь вышел в отставку.